# Brunoni
Brunoni (în germană Brunonen, în latină Brunones) este numele unei familii nobile din Ducatul de Saxonia care a existat în secolele al X-lea și al XI-lea și care a deținut proprietăți în Estfalia (în jurul orașului Braunschweig) și în Frizia. Începând din a doua jumătate a secolului al X-lea familia a fost considerată ca cea mai puternică din Estfalia.

## Familia
Brunonii au pretins că strămoșul lor ar fi fost ducele Bruno de Saxonia (d. 880). Această descendență îi transforma în ramura veche a casei Liudolfingilor, căreia îi aparținea și Dinastia Ottoniană a viitorilor împărați romano-germani. Această conexiune este considerată plauzibilă, dat fiind că atât numele de Bruno, cât și cel de Liudolf sunt comune printre membrii familiei Brunonilor, iar proprietățile lor sunt localizate în aceleași regiuni ca și cele ale primilor Liudolfingi. În plus, sursele contemporare par să îi considere pe Brunoni rude apropiate ale regilor Ottonieni, după cum și candidatura la alegerea regală a contelui Bruno I de Braunschweig poate fi un indiciu. Cu toate acestea, nu există documente care să ateste că Brunonii erau rude cu Liudolfingii și nu există dovezi privind existența vreunui copil al ducelui Bruno I.

## Proprietăți
Cele mai vechi proprietăți ale familiei erau concentrate în Derlingau, de unde ei și-au extins influența asupra zonelor adiacente. Orașul Braunschweig, situat la marginea vestică a Derlingau, a devenit reședința lor în secolul al IX-lea și al X-lea. Potrivit legendelor, Braunschweig („orașul lui Bruno”) ar fi fost întemeiat de un oarecare Bruno, nefiind clar care dintre ei. Comitatul lor a devenit cunoscut sub numele de Comitatul Braunschweig.
Următorul membru la care Brunoni fac trimitere a fost contele Liudolf, menționat documentar în 942. Însă primul membru consemnat al acestei familii a fost Bruno I de Braunschweig, care este atestat din 991. Contele Bruno I a încercat fără succes să îi succeadă lui Otto al III-lea în 1002 ca rege romano-german. În 1067 nepotului lui Bruno, Ekbert, a primit Marca de Meissen de la împăratul Henric al IV-lea. Fiul său, Ekbert al II-lea, s-a opus aceluiași împărat și ca urmare, a pierdut drepturile asupra Meissenului și Friziei.
Moartea lui Ekbert al II-lea a însemnat și stingerea familiei Brunonilor. Sora lui Egbert al II-lea, Gertruda de Braunschweig, a avut o fiică rezultată din căsătoria cu cel de al doilea său soț, Henric cel Gras, margraf de Frizia și de Northeim. Această fiică, Richenza (d. 1141), s-a măritat cu Lothar de Süpplingenburg, pe atunci duce de Saxonia, devenit ulterior împărat. Fiica lor, Gertruda (d. 1143), a fost soția lui Henric cel Mândru, duce de Saxonia și de Bavaria, membru al familiei Welfilor. În acest mod, Welfii au dobândit proprietățile Brunonilor din jurul Braunschweigului, pe care le vor deține până în secolul al XX-lea.

## Genealogia familiei Brunonen
1. Bruno I de Braunschweig (d. 1015/1016), căsătorit cu Gisela de Suabia (n.c. 990 – d. 15 februarie 1043 în Goslar) care a devenit în 1016/1017 soția împăratului Conrad al II-lea (d. 1039);
  1. Liudolf, margraf de Frizia (d. 23 aprilie 1038), căsătorit cu Gertruda de Frizia (d. 1077);
    1. Bruno al II-lea (n.c. 1024 – d. 26 iunie 1057), margraf de Frizia;
    2. Egbert I (d. 1068), căsătorit cu Irmgard de Susa;
      1. Egbert al II-lea (d. 1090), căsătorit cu Oda de Orlamünde;
      2. Gertruda de Braunschweig (d. 1117), căsătorită întâi cu Dietrich de Katlenburg (d. 1085), apoi cu margraful Henric de Frizia (d. 1101) și a treia oară, cu margraful Henric I de Ostmark și de Meissen (d. 1103).